# Tyra Fischer
Tyra Fischer, född Gertrud Tyra Amalia Östberg 3 oktober 1897 i Delsbo, död 18 juni 1984 i Delsbo, var en svensk skådespelare.
Fischer filmdebuterade 1946 i Gustaf Edgrens Driver dagg faller regn, och hon kom att medverka i sex filmer. Hon skrev på äldre dagar två böcker om broderimetoden näversöm från Hälsingland.

## Filmografi
- 1946 – Driver dagg faller regn
- 1949 – Lång-Lasse i Delsbo
- 1950 – Rågens rike
- 1952 – Kalle Karlsson från Jularbo
- 1952 – När syrenerna blomma
- 1953 – Ursula – flickan i finnskogarna